# Jnr Choi
Junior Choi (* 20. Mai 1999 in London) ist ein britischer Rapper und Model. Er tritt auch als Jnr Choi auf.

## Leben
Junior Chois Wurzeln liegen in Gambia, wo seine Eltern herkommen. Er wurde im Südosten Londons geboren. Nach eigenen Angaben wuchs er in einem muslimisch-afrikanisch geprägten Haushalt auf. Zunächst machte er sich als Model für unter anderem Off-White und Dior einen Namen. Er war außerdem auf den Fashion-Shows von Kenzo und Philipp Plein zu sehen. Vertreten wird er von Select Model Management und Elite Milan. Er tritt insbesondere als androgynes Model auf, das für Unisex-Mode wirbt.
Seit 2018 arbeitete er außerdem an seiner Musikkarriere und veröffentlichte mehrere Singles. Der Durchbruch als Künstler gelingt ihm 2022 mit der Single To the Moon, der auf einem Sample von Bruno Mars’ Song Talking to the Moon sowie einem Vocalsample von Sam Tompkins beruht. Jnr Choi ergänzte Rapgesang sowie UK-Drill-Beat. Das Lied erreichte nach zwei Monaten etwa 1,7 Millionen Nutzungen bei TikTok und 50 Millionen Streams auf Spotify. Das Lied erreichte Chartplatzierungen in allen relevanten Plattenmärkten. Der Künstler unterschrieb anschließend einen Vertrag bei Sony Music Entertainment und Epic Records.

## Diskografie

### Alben
- 2021: SS21 (Eigenproduktion)

### Singles
- 2018: Moves
- 2019: Undress
- 2020: Belvedere
- 2020: Stunna
- 2020: Philippines
- 2020: Excited
- 2021: Reality
- 2021: Party Till Late
- 2021: Top of the League
- 2021: To the Moon

## Auszeichnungen für Musikverkäufe
| Goldene Schallplatte - Italien - 2022: für die Single To the Moon - Portugal - 2022: für die Single To the Moon | Platin-Schallplatte - Frankreich - 2022: für die Single To the Moon - Kanada - 2022: für die Single To the Moon |

Anmerkung: Auszeichnungen in Ländern aus den Charttabellen bzw. Chartboxen sind in ebendiesen zu finden.
| Land/RegionAuszeichnungen für Musikverkäufe (Land/Region, Auszeichnungen, Verkäufe, Quellen) | Silber  | Gold     | Platin     | Verkäufe  | Quellen         |
| -------------------------------------------------------------------------------------------- | ------- | -------- | ---------- | --------- | --------------- |
| Frankreich (SNEP)                                                                            | —       | —        | Platin1    | 200.000   | snepmusique.com |
| Italien (FIMI)                                                                               | —       | Gold1    | —          | 50.000    | fimi.it         |
| Kanada (MC)                                                                                  | —       | —        | Platin1    | 80.000    | musiccanada.com |
| Österreich (IFPI)                                                                            | —       | Gold1    | —          | 15.000    | ifpi.at         |
| Portugal (AFP)                                                                               | —       | Gold1    | —          | 5.000     | Einzelnachweise |
| Schweiz (IFPI)                                                                               | —       | Gold1    | —          | 10.000    | hitparade.ch    |
| Vereinigte Staaten (RIAA)                                                                    | —       | —        | Platin1    | 1.000.000 | riaa.com        |
| Vereinigtes Königreich (BPI)                                                                 | Silber1 | —        | —          | 200.000   | bpi.co.uk       |
| Insgesamt                                                                                    | Silber1 | 4× Gold4 | 3× Platin3 |           |                 |